# George Weigel
George Weigel (Baltimora, 17 aprile 1951) è un autore cattolico statunitense e un attivista impegnato in politica e nel sociale. Attualmente è consigliere anziano dell'Ethics and Public Policy Center e consigliere aggiunto del think tank creazionista Discovery Institute per i programmi relativi alla religione, alla libertà e la vita pubblica. Weigel è stato anche presidente fondatore della James Madison Foundation. È autore, inoltre, di Witness to Hope, una biografia di successo di papa Giovanni Paolo II.

## Biografia
Weigel è cresciuto a Baltimora (Maryland, USA) dove ha studiato al St. Mary's Seminary and University, ha quindi ottenuto un master dall'University of St. Michael's College di Toronto. Negli anni Weigel ha ricevuto otto lauree onorarie oltre alla Croce pro Ecclesia et Pontifice e la medaglia d'oro Gloria Artis del governo polacco.
Ha vissuto a Seattle dov'è stato assistente alla cattedra di teologia e Assistant Dean of Studies presso la St. Thomas Seminary School of Theology di Kenmore, Scholar-in-Residence al World Without War Council of Greater Seattle, prima di tornare a Washington, D.C., come ricercatore al Woodrow Wilson International Center for Scholars. Nel 1986 ha fondato la James Madison Foundation.
Attualmente è consigliere anziano e direttore per gli studi cattolici all'Ethics and Public Policy Center di Washington.
Weigel vive con la moglie Joan a North Bethesda nel Maryland.

## Opinioni
Gran parte degli scritti di Weigel riguardano la religione e la cultura.
Per quanto riguarda la religione, può essere considerato ortodosso e vicino ai papi Giovanni Paolo II e Benedetto XVI. Sebbene abbia avuto dissensi con i due papi (ad esempio riguardo all'opposizione ad alcuni usi della forza militare e la pena di morte) è comunque rimasto uno strenuo difensore di entrambi ed è considerato da molti come un promotore di un rinnovamento della Chiesa cattolica.
Nei suoi scritti politici Weigel propugna una politica estera di moralism without illusions ("moralismo senza illusioni"), rifiutando allo stesso modo l'utopismo degli idealisti e la realpolitik che sfuggono a considerazioni morali e considera le relazioni internazionali da un punto di vista prettamente utilitaristico. Secondo Weigel un mondo in crisi richiede pragmatismo nell'affrontare i pericoli e le trappole delle relazioni internazionali. Per questa ragione desidera per gli Stati Uniti una politica estera guidata non da ideali su come la nazione dovrebbe comportarsi, ma da un ragionamento morale.
(George Weigel, Moral Clarity in a Time of War, First Things, January, 2003.)
In alcuni casi, aggiunge, considerazioni morali possono anche richiedere che gli Stati Uniti appoggino regimi autoritari pur di prevenire il male maggiore di decadimento morale e minacce alla sicurezza nazionale. Secondo Weigel, le deficienze dell'America non sono una scusante per non perseguire un bene morale più grande.
Weigel ha avuto rapporti anche con il Project for the New American Century, la think tank neo-conservatrice tra i principali fautori della guerra in Iraq.
Weigel ha conseguito grande popolarità grazie a Witness to Hope, in cui racconta gli ultimi anni di pontificato di Giovanni Paolo II e che ha fornito il soggetto per un film documentario molto premiato. Nel 2004 scrisse un articolo per Commentary Magazine intitolato "The Cathedral and the Cube" nel quale utilizzò il contrasto tra il moderno Grande Arche e la cattedrale di Notre Dame de Paris come metafora per la cosiddetta perdita della "civiltà morale" in Europa occidentale dovuta alle lunghe tirannie secolari che l'hanno afflitta nel XX secolo (nazismo, fascismo e comunismo), insieme con la recente pesante caduta del tasso di natalità ed il rifiuto a riconoscere le radici cristiane della propria cultura. Weigel si chiede, inoltre, se l'Europa sia ancora capace di avere una qualche considerazione verso se stessa se rinnega la tradizione morale dalla quale è sorta la sua cultura: "I cristiani che condividono questa convinzione (cioè che è Dio che chiede ai cristiani di essere tolleranti verso chi ha una visione diversa della volontà di Dio) -- possono giustificare la loro difesa della libertà altrui quando questi, scettici e relativisti, trovano difficile rispettare la libertà dei Cristiani"? Questo è stato anche il tema di Senza radici di Marcello Pera e dell'allora cardinale Joseph Ratzinger per il quale Weigel ha composto la prefazione. Nel 2005 quell'articolo è diventato un libro (The Cube and the Cathedral: Europe, America, and Politics Without God).
Dopo la controversa lezione di papa Benedetto XVI a Ratisbona (settembre 2006), Weigel difese l'appello papale per un dialogo interreligioso fondato sulla ragione.
Nel 2013 Weigel diede alle stampe Evangelical Catholicism: Deep Reform in the 21st-Century Church nel quale sostenne che il termine "evangelico" non avrebbe dovuto indicare una nuova religione, bensì una variante del cattolicesimo romano impegnato. 

## Pubblicazioni

### Libri
- The next Pope, Ignatius Press, 2020, "Il prossimo Papa", editore: Fede e Cultura, giugno 2021 ISBN 978-88-6409-926-2.
- The End and the Beginning: Pope John Paul II–The Victory of Freedom, the Last Years, the Legacy, Doubleday, 2010, "La fine e l'inizio. Giovanni Paolo II: la vittoria della libertà, gli ultimi anni, l'eredità", editore Cantagalli, 2012, ISBN 9788882728106
- God's Choice: Pope Benedict XVI and the Future of the Catholic Church, Harper Collins, 2005, ISBN 0-06-621331-2.
- The Cube and the Cathedral: Europe, America, and Politics Without God, Basic Books, 2005, ISBN 0-465-09266-7.
- Letters to a Young Catholic, Basic Books, 2004, ISBN 0-465-09262-4.
- The Courage To Be Catholic: Crisis, Reform, and the Future of the Church, Basic Books, 2002, ISBN 0-465-09260-8.
- The Truth of Catholicism: Ten Controversies Explored, Harper Collins, 2001, ISBN 0-06-621330-4.
- Witness to Hope: The Biography of Pope John Paul II, Harper Collins, 1999, ISBN 0-06-018793-X.
- Soul of the World: Notes on the Future of Public Catholicism, Eerdmans, 1996, ISBN 0-802-84207-0.
- The Final Revolution: The Resistance Church and the Collapse of Communism, Oxford University Press, 1992, ISBN 0-19-507160-3.
- Just War and the Gulf War, Ethics and Public Policy Center, 1991, ISBN 0-89633-166-0.
- Freedom and Its Discontents: Catholicism Confronts Modernity, Ethics and Public Policy Center, 1991, ISBN 0-89633-158-X.
- American Interests, American Purpose: Moral Reasoning and U.S. Foreign Policy, Praeger Publishers, 1989, ISBN 0-275-93335-0.
- Catholicism and the Renewal of American Democracy, Paulist Press, 1989, ISBN 0-8091-3043-2.
- Tranquillitas Ordinis: The Present Failure and Future Promise of American Catholic Thought on War and Peace, Oxford University Press, 1987, ISBN 0-19-504193-3.